# Habitatge al carrer Seix i Faya, 10 (Tremp)
L'Habitatge al carrer Seix i Faya, 10 és un edifici de Tremp (Pallars Jussà) protegit com a Bé Cultural d'Interès Local.

## Descripció
Es tracta d'un edifici situat al carrer Seix i Faya, amb una zona enjardinada al seu lateral dret. L'edifici consta de quatre altures, planta baixa, dos pisos i golfes, tot i que la construcció d'aquestes últimes pot assimilar-se a una reforma posterior. Destaca l'eclecticisme de la decoració de la façana: amb un basament revestit simulant carreus de pedra viva o el revestiment diferent de la planta baixa formant un encoixinat. En la primera planta, l'establiment d'una tribuna de perfil pentagonal que culmina amb una barana de fàbrica amb decoració escultòrica i que a la vegada funciona com a balcó.